# Adolf von Brudermann

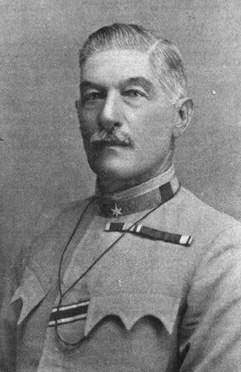
General der Kavallerie Adolf Ritter von Brudermann (hier noch als Generalmajor).

Adolf Rudolf Theodor Ritter von Brudermann (* 2. Juni 1854 in Wien; † 26. Oktober 1945 in Wien) war ein österreichisch-ungarischer Offizier, zuletzt im Range eines Generals der Kavallerie.

## Biographie

### Familie
Adolf war der jüngste Sohn von Generalmajor Rudolf Johann von Brudermann und seiner Ehefrau Gisela von Barbaczy, die gemeinsam drei Söhne und eine Tochter hatten. Neben Adolf selbst gab es noch die Brüder Anton (1847–1881) und Rudolf (1851–1941), die beide ebenfalls die militärische Laufbahn einschlugen, sowie die Schwester Gisela Elisabeth (1852–1917). Am 6. März 1886 heiratete er in Biala Amalie Franziska Juliane (geborene Strzygowski), mit der er drei Töchter und einen Sohn hatte.

### Ausbildung und Karriere vor dem Krieg
Seine militärische Ausbildung begann Adolf im Kadetteninstitut von Marburg und trat in der Folge 1869 wie seine beiden älteren Brüder in die Theresianische Militärakademie in Wiener Neustadt ein. 1874 ging er erfolgreich von der Akademie ab und wurde beim Ulanen-Regiment Nr. 1 in Dienst gestellt. Nach seinen Beförderungen zum Oberleutnant am 1. Mai 1879 und zum Rittmeister der 2. Klasse am 1. November 1889, wurde er am 1. Mai 1890 Ausbilder am Militär-Reitlehrinstitut (Trainingsschule für Reitlehrer) und verblieb dort – mit Ausnahme einiger Unterbrechungen im Rahmen Truppendienstes beim 1. Ulanen-Regiment zwischen 1894 und April 1899 – bis zum 20. Juli 1904.
Nachdem er am 1. Mai 1897 zum Major und am 1. November 1900 zum Oberstleutnant befördert wurde, beendete er seine Karriere als Ausbilder am Reitlehrinstitut und wurde Regimentskommandant, als er Ende Juli 1904 das Kommando über das 2. Ulanen-Regiment übernahm. Am 5. November 1904 avancierte er zum Oberst. Die zufrieden stellende Führung seines Regiments brachte ihm den Orden der Eisernen Krone ein. Im April 1910 übernahm Adolf von Brudermann das Kommando über die 3. Kavalleriebrigade in Marburg und wurde am 28. Oktober desselben Jahres zum Generalmajor befördert. Nachdem er im Juni 1913 zum Kommandeur der 3. Kavalleriedivision in Wien bestellt wurde, erhielt er am 3. November 1913 auch noch die Beförderung zum Feldmarschallleutnant. Das Erreichen dieses Kommandos und dieses Ranges war für einen Offizier, der nicht die Kriegsschule besucht hatte, überaus ungewöhnlich. Unter normalen Umständen hätte er damit den Höhepunkt seiner Karriere erreicht und die baldige Pension in Aussicht, aber der Ausbruch des Ersten Weltkrieges änderte dies.

### Erster Weltkrieg und Nachkriegszeit
Adolf Ritter von Brudermann verblieb in seiner Position des Kommandeurs der 3. Kavalleriedivision bis Dezember 1916. Zwischen Juni und August, sowie zwischen Oktober und Dezember 1916, erhielt er zusätzlich das Kommando des neu aufgestellten „Kavalleriekorps Brudermann“. Aufgrund von schrecklichen Verlusten wurde dieses Korps zwei Mal jeweils kurz nach deren Aufstellung gleich wieder aufgelöst. Seine sich verschlechternde Gesundheit zwang ihn Ende 1916 seinen Posten aufzugeben und um Versetzung in die Pension anzusuchen, was im März 1917 auch bewilligt wurde. Er wurde mit dem Rang eines Generals der Kavallerie in den Ruhestand versetzt. Danach lebte er von der Öffentlichkeit zurückgezogen, bekannt als „der andere“ Brudermann, in der Nähe seines Bruders Rudolf im 3. Wiener Gemeindebezirk bis zu seinem Tode kurz nach dem Zweiten Weltkrieg. Am 26. Oktober 1945 wurde er am Wiener Zentralfriedhof zu Grabe getragen.

## Auszeichnungen
- Ritterkreuz 1. Klasse des sächsischen Albrechts-Orden, Datum der Verleihung nicht bekannt
- Militärverdienstkreuz 3. Klasse, 1894
- Bronzene Militär-Verdienstmedaille „Signum Laudis“, September 1904
- Königlicher Kronen-Orden 3. Klasse, April 1893
- Weißer Elefantenorden 4. Klasse, Jänner 1898
- Roter Adlerorden 3. Klasse, Oktober 1898
- Offizierskreuz des Orden von Oranien-Nassau, Dezember 1903
- Kommandeurskreuz des Ordens der Krone von Italien, Jänner 1904
- Orden der Eisernen Krone 3. Klasse, August 1908
- Königlicher Kronen-Orden 1. Klasse, 27. Juli 1914
- Orden der Eisernen Krone 2. Klasse mit Kriegsdekoration, 30. Oktober 1914
- Eisernes Kreuz 2. Klasse, März 1915
- Militärverdienstkreuz 2. Klasse mit Kriegsdekoration, 22. September 1915
- Kommandeurkreuz des Leopold-Ordens mit Kriegsdekoration, März 1917